# Brzeźno Wielkie
Brzeźno Wielkie is een plaats in het Poolse district  Starogardzki, woiwodschap Pommeren. De plaats maakt deel uit van de gemeente Starogard Gdański en telt 233 inwoners.